# Televisione digitale terrestre in Svizzera
La Televisione svizzera di lingua italiana ha eseguito la conversione in digitale il giorno 24 luglio 2006, seguita da tutte le altre televisioni SRG SSR. Nella seconda metà del 2007 è stato lanciato il canale in alta definizione HD Suisse, chiuso il 30 gennaio 2012. La conversione al formato digitale è stata completata nel gennaio 2008. Il 29 febbraio 2012 sono nate le versioni in alta definizione di SRF 1, SRF zwei, RTS Un, RTS Deux, RSI LA1 e RSI LA2.
Il 3 giugno 2019 la SRG SSR ha spento i ripetitori terrestri in tutto il paese abbandonando la tecnologia DVB T considerata poco utilizzata dagli utenti. Da quel momento la televisione in svizzera è ricevibile via cavo, iptv, satellite.

## Il passaggio al digitale in Ticino
Il 24 luglio 2006, esattamente alle ore 12:45, la SRG SSR ha disattivato i propri ripetitori analogici del Canton Ticino.
Il Ticino è diventato in questa maniera il primo cantone svizzero a ricevere il segnale televisivo soltanto in formato digitale terrestre.
L'interruzione definitiva delle trasmissioni analogiche era stata preceduta da una vasta e pervasiva campagna di informazione volta a rendere noto a tutta la popolazione l'imminente passaggio alla nuova tecnologia.
In seguito allo spegnimento dei ripetitori analogici, è divenuto così obbligatorio dotarsi di un decoder, grazie al quale comunque la quantità e la qualità delle emissioni risulta immediatamente migliore.
Oggigiorno la quasi totalità delle marche di televisori integrano, al sintonizzatore classico il decodificatore, rendendo superfluo l'impiego del decoder esterno.
Il segnale analogico, fino a quel giorno ripetuto anche nel nord Italia, è stato così del tutto disattivato. Tuttavia, grazie al digitale terrestre, alcune zone settentrionali potevano ancora vedere i due canali seppur si trattasse di zone estremamente limitate e solo lungo il confine in quanto le principali frequenze utilizzate sono occupate da decenni in modo del tutto legittimo, da emittenti italiane.
Il 19 giugno 2008 il Consiglio federale aveva concesso alla SRG SSR l'autorizzazione a spegnere il trasmettitore in onde medie del Monte Ceneri. Il Consiglio federale ha accolto con favore la chiusura dell'impianto del Monte Ceneri, dal momento che rinunciando a una tecnologia ritenuta obsoleta come le onde medie l'emittente pubblica ha ridotto notevolmente le spese. Il Consiglio federale non ha nemmeno trascurato la possibilità, offerta da una migliore tecnologia, di diffondere un quinto programma sul digitale terrestre DVB-T (Digital Video Broadcasting - Terrestrial).

## Canali televisivi
| Proprietario                  | Nome        | Anno di lancio | Note                                    | Lingua   |
| ----------------------------- | ----------- | -------------- | --------------------------------------- | -------- |
| Schweizer Radio und Fernsehen | SRF 1       | 1950           | a volte trasmette programmi in romancio | tedesco  |
| Schweizer Radio und Fernsehen | SRF zwei    | 1997           |                                         | tedesco  |
| Schweizer Radio und Fernsehen | SRF 1 HD    | 2012           |                                         | tedesco  |
| Schweizer Radio und Fernsehen | SRF zwei HD | 2012           |                                         | tedesco  |
| Schweizer Radio und Fernsehen | SRF info    | 1999           | a volte trasmette programmi in romancio | tedesco  |
| Radio Télévision Suisse       | RTS Un      | 1954           |                                         | francese |
| Radio Télévision Suisse       | RTS Deux    | 1997           |                                         | francese |
| Radio Télévision Suisse       | RTS Un HD   | 2012           |                                         | francese |
| Radio Télévision Suisse       | RTS Deux HD | 2012           |                                         | francese |
| Radiotelevisione svizzera     | RSI LA1     | 1961           |                                         | italiano |
| Radiotelevisione svizzera     | RSI LA2     | 1997           | a volte trasmette programmi in romancio | italiano |
| Radiotelevisione svizzera     | RSI LA1 HD  | 2012           |                                         | italiano |
| Radiotelevisione svizzera     | RSI LA2 HD  | 2012           |                                         | italiano |